# Erik Rask
Erik Rask (født 3. april 1936 i Bursø, Danmark) er en dansk tidligere roer.
Rask var med i den danske firer med styrmand ved OL 1960 i Rom. Poul Justesen, Mogens Pedersen, Svend Helge Hansen og styrmand Ejgo Vejby Nielsen udgjorde resten af bådens besætning. Danskerne sluttede på tredjepladsen ud af fem både i det indledende heat, og skulle derfor ud i et opsamlingsheat. Her kom man ind på tredjepladsen ud af fire både, og kvalificerede sig derfor ikke til semifinalen.